# Clerlande
Clerlande est une commune française, située dans le département du Puy-de-Dôme en région Auvergne-Rhône-Alpes.
Située au cœur de la Grande Limagne, Clerlande est proche de la ville de Riom et fait partie de la communauté d'agglomération de cette dernière. Elle fait aussi partie de l'aire d'attraction de Clermont-Ferrand.

## Géographie

### Localisation
Clerlande est située dans la plaine de la Limagne, près de Riom.
Elle a fait partie du canton d'Ennezat jusqu'en mars 2015 ; à la suite du redécoupage cantonal appliqué en 2015, la commune est rattachée au canton d'Aigueperse.
Cinq communes sont limitrophes.
Les communes limitrophes sont  Ennezat, Martres-sur-Morge, Pessat-Villeneuve, Riom et Varennes-sur-Morge.
|                   | Varennes-sur-Morge | Martres-sur-Morge |
| Pessat-Villeneuve | Clerlande          |                   |
| Riom              |                    | Ennezat           |

### Climat
Pour des articles plus généraux, voir Climat d'Auvergne-Rhône-Alpes et Climat du Puy-de-Dôme.
En 2010, le climat de la commune est de type climat du Bassin du Sud-Ouest, selon une étude du Centre national de la recherche scientifique s'appuyant sur une série de données couvrant la période 1971-2000. En 2020, Météo-France publie une typologie des climats de la France métropolitaine dans laquelle la commune est exposée à un climat de montagne ou de marges de montagne et est dans la région climatique  Nord-est du Massif Central, caractérisée par une pluviométrie annuelle de 800 à 1 200 mm, bien répartie dans l’année. 
Pour la période 1971-2000, la température annuelle moyenne est de 11,1 °C, avec une amplitude thermique annuelle de 16,7 °C. Le cumul annuel moyen de précipitations est de 656 mm, avec 8,3 jours de précipitations en janvier et 6,8 jours en juillet. Pour la période 1991-2020, la température moyenne annuelle observée sur la station météorologique de Météo-France la plus proche, « Sayat_sapc », sur la commune de Sayat à 15 km à vol d'oiseau, est de 11,2 °C et le cumul annuel moyen de précipitations est de 776,1 mm,. Pour l'avenir, les paramètres climatiques de la commune estimés pour 2050 selon différents scénarios d'émission de gaz à effet de serre sont consultables sur un site dédié publié par Météo-France en novembre 2022.

## Urbanisme

### Typologie
Au 1er janvier 2024, Clerlande est catégorisée commune rurale à habitat dispersé, selon la nouvelle grille communale de densité à sept niveaux définie par l'Insee en 2022.
Elle est située hors unité urbaine. Par ailleurs la commune fait partie de l'aire d'attraction de Clermont-Ferrand, dont elle est une commune de la couronne,. Cette aire, qui regroupe 209 communes, est catégorisée dans les aires de 200 000 à moins de 700 000 habitants,.

### Occupation des sols
L'occupation des sols de la commune, telle qu'elle ressort de la base de données européenne d’occupation biophysique des sols Corine Land Cover (CLC), est marquée par l'importance des territoires agricoles (95,3 % en 2018), en diminution par rapport à 1990 (97,1 %). La répartition détaillée en 2018 est la suivante : terres arables (90,8 %), zones urbanisées (4,7 %), prairies (4,2 %), zones agricoles hétérogènes (0,3 %). L'évolution de l’occupation des sols de la commune et de ses infrastructures peut être observée sur les différentes représentations cartographiques du territoire : la carte de Cassini (XVIIIe siècle), la carte d'état-major (1820-1866) et les cartes ou photos aériennes de l'IGN pour la période actuelle (1950 à aujourd'hui).

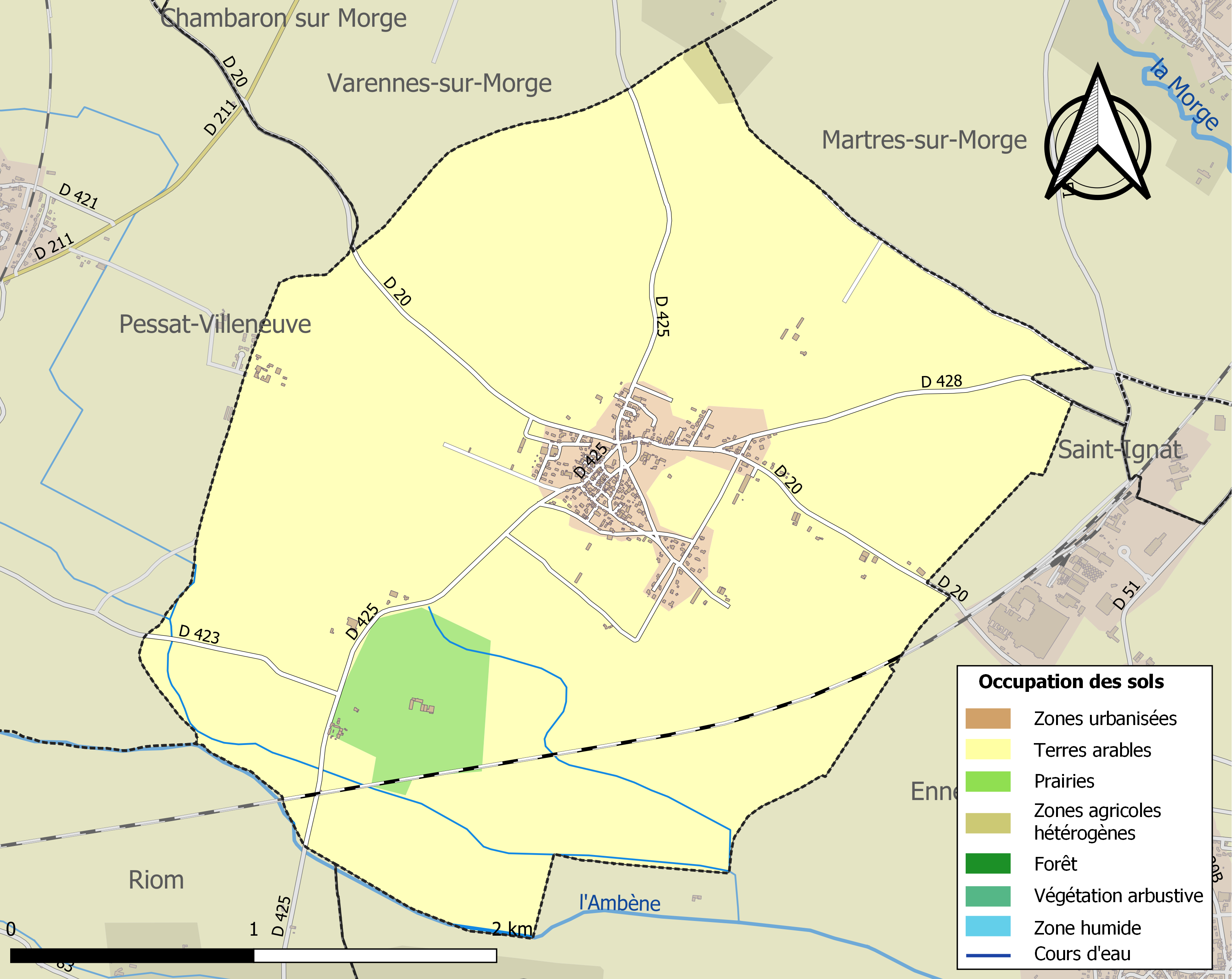
Carte des infrastructures et de l'occupation des sols de la commune en 2018 (CLC).

### Voies de communication et transports
La commune est traversée par les routes départementales 20 (liaison de Chambaron sur Morge, lieu-dit Pontmort, à Ennezat), 423 (de Pessat à la D 425), 425 (de Varennes-sur-Morge à Saint-Beauzire) et 428 (liaison du centre du bourg à la D 210 à Champeyroux, lieu-dit de Saint-Ignat). La ligne de Vichy à Riom passe au sud de cette commune et coupe la D 425 par un passage à niveau.
Clerlande est desservie par le transport à la demande du réseau RLV Mobilités permettant aux usagers de rejoindre Ennezat, Riom ou tout autre point d'arrêt de la zone TAD 2 couvrant les communes de l'est de la communauté d'agglomération.

## Toponymie
Le nom de Clerlande lui vient du mot de langue gauloise Klaronemeto + un suffixe gaulois supplémentaire. En dérive Clarlemde, le nom occitan de la commune.

## Politique et administration

### Administration municipale
Le conseil municipal est composé de deux adjoints et de sept conseillers municipaux.
Un membre (le maire) est élu au conseil communautaire de la communauté de communes (puis d'agglomération) Riom Limagne et Volcans depuis 2017.

### Liste des maires
| Période                                  | Période                   | Identité      | Étiquette | Qualité             |
| ---------------------------------------- | ------------------------- | ------------- | --------- | ------------------- |
| Les données manquantes sont à compléter. |                           |               |           |                     |
| mars 2001                                | En cours (au 9 août 2020) | Didier Imbert | DVD       | Exploitant agricole |

### Politique environnementale
La gestion des déchets est assurée par le Syndicat du Bois de l'Aumône.
Les déchèteries les plus proches sont à Riom et à Ennezat.

## Population et société

### Démographie
L'évolution du nombre d'habitants est connue à travers les recensements de la population effectués dans la commune depuis 1872. Pour les communes de moins de 10 000 habitants, une enquête de recensement portant sur toute la population est réalisée tous les cinq ans, les populations de référence des années intermédiaires étant quant à elles estimées par interpolation ou extrapolation. Pour la commune, le premier recensement exhaustif entrant dans le cadre du nouveau dispositif a été réalisé en 2006.

En 2022, la commune comptait 631 habitants, en évolution de +14,31 % par rapport à 2016 (Puy-de-Dôme : +2,1 %, France hors Mayotte : +2,11 %).
| 1872 | 1876 | 1881 | 1886 | 1891 | 1896 | 1901 | 1906 | 1911 |
| ---- | ---- | ---- | ---- | ---- | ---- | ---- | ---- | ---- |
| 540  | 538  | 524  | 512  | 511  | 485  | 480  | 455  | 412  |

| 1921 | 1926 | 1931 | 1936 | 1946 | 1954 | 1962 | 1968 | 1975 |
| ---- | ---- | ---- | ---- | ---- | ---- | ---- | ---- | ---- |
| 350  | 321  | 315  | 293  | 290  | 273  | 280  | 278  | 265  |

| 1982 | 1990 | 1999 | 2006 | 2011 | 2016 | 2021 | 2022 | - |
| ---- | ---- | ---- | ---- | ---- | ---- | ---- | ---- | - |
| 275  | 279  | 305  | 340  | 448  | 552  | 629  | 631  | - |

### Enseignement
Clerlande dépend de l'académie de Clermont-Ferrand.
Elle gère une école élémentaire publique, où 68 élèves sont scolarisés pour l'année 2016-2017. L'école est en regroupement pédagogique avec celle de Pessat-Villeneuve : les élèves de maternelle et de CP vont à Pessat-Villeneuve et les CE1, CE2, CM1 et CM2 à Clerlande.
Ces élèves poursuivent leur scolarité à Riom, au collège Vilar puis au lycée Virlogeux.

## Culture locale et patrimoine

### Lieux et monuments
- Château de Lauzanne, dans le bourg.